# Галюциногенні гриби

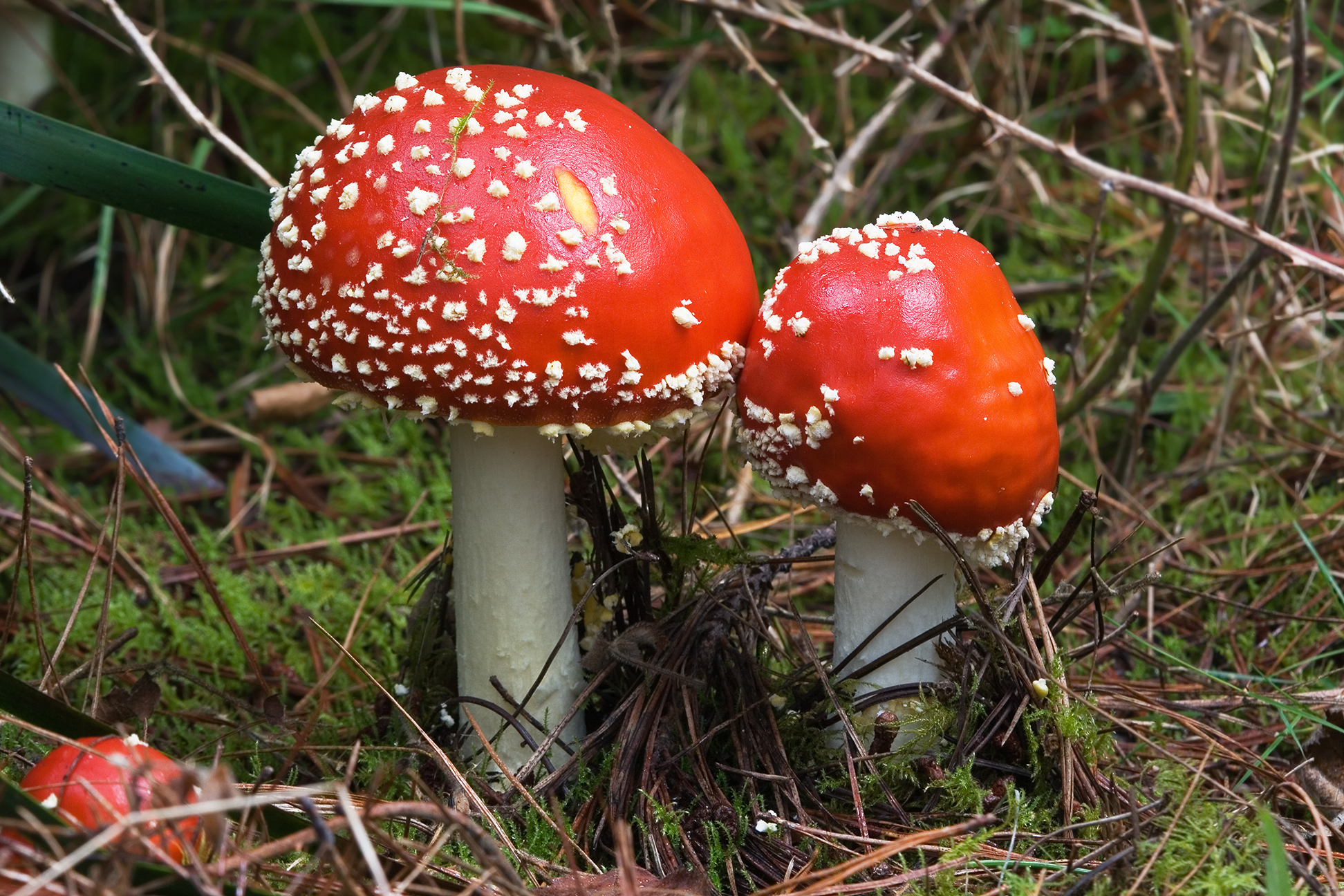
Мухомор червоний

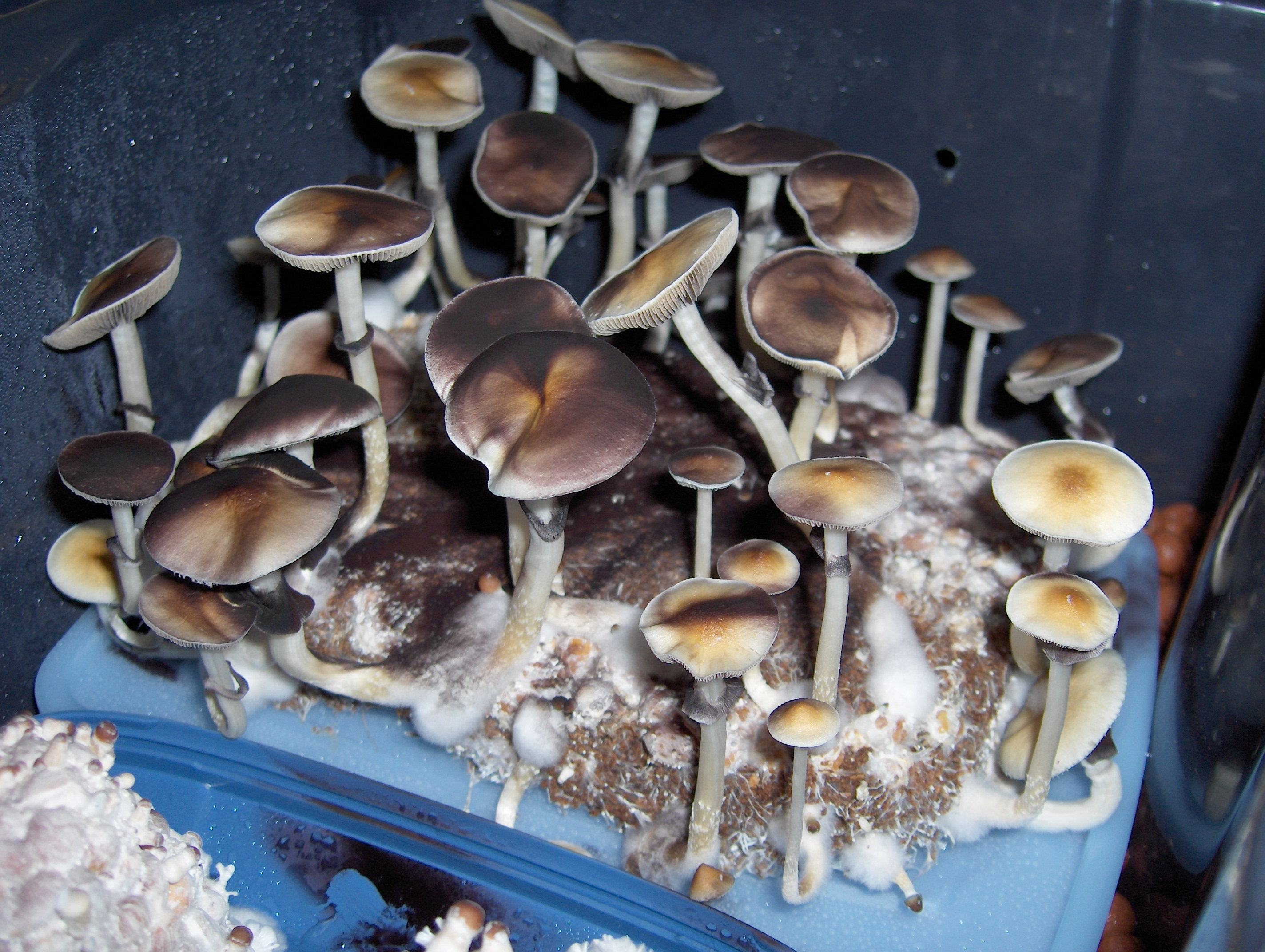
Культура псилоцибе кубинської в приміщенні

Галюциноге́нні гриби́ (психогенні, «магічні», «чарівні» гриби) — загальноприйнята назва видів грибів, плодові тіла яких містять галюциногенні (психоделічні) речовини. Вживання таких грибів впливає на свідомість і викликає переживання, які називають психоделічним досвідом, або тріпом (від англ. trip — «подорож»). З давнини галюциногенні гриби вживалися людиною як ентеогени при проведенні релігійних церемоній, а також у невеликих дозах як психостимулятори. Регулярне неконтрольоване вживання психогенних грибів може призводити до небезпечних негативних наслідків як для психіки, так і для фізичного здоров'я.

## Історичні відомості
Людству з давніх-давен відомі психотропні властивості деяких грибів, чому збереглося безліч археологічних свідчень. Цим грибам приписувалися магічні властивості, вони вживалися при відправленні релігійних ритуалів.
Найдавніші наскельні зображення ритуалів, в яких використовували психоактивні гриби, відомі в Африці і мають вік 6500—9000 років. Такі малюнки відомі в Алжирі (Тассілі-н'Адджер), у Лівії (гори Тадрарт-Акакус), Чаді (плато Еннеді), Єгипті (Джебель Оунат).
В Індії (штат Керала, поблизу селища Черманангад) існують мегаліти у вигляді грибів віком більше за 3000 років, які носять назву «kudakallu» — «зонтичні камені». У Рігведі є близько тисячі гімнів, присвячених священному п'янкому напою «сомі», який, на думку дослідників, готувався з червоних мухоморів. Стародавні індійці вважали, що сома дозволяє зберегти здоров'я, продовжує життя і людина, що вживає напій зливається з божеством. Однак, зв'язок між сомою і kudakallu не з'ясований, ці споруди були поставлені в епоху Індської цивілізації, яка існувала в Індії до приходу аріїв.
У ранньохристиянських і середньовічних церквах Тунісу і Західної Європи виявлені фрески із зображенням «грибних дерев», увитих зміями, що свідчить про наявність культу грибів в ранніх християнських традиціях. Психотропні гриби (зерна пшениці, заражені ріжками) імовірно використовували і в стародавній Греції в церемоніях Елевсинських таїнств.
Поширене було вживання психогенних грибів в індіанців доколумбової Мексики та Центральної Америки. Так, червоний мухомор був священним грибом у стародавніх мая, псилоцибе вже 3000 років тому використовували в релігійних ритуалах ацтеки. Ацтеки називали ці гриби «теонана́катль» — «тіло бога», і вживали його тільки вибрані і присвячені. У Гватемалі знаходяться капища віком понад 2500 років із статуями магічного гриба з людським обличчям. Ритуали з використанням галюциногенних грибів збереглися у центральноамериканських племен аж досі.
Мухомори використовували середньовічні вікінги, а також протягом століть — шамани північних народів, що мешкають на Таймирі, Камчатці і Чукотці. Поїдання мухоморів у цих народів було привілеєм вождів і шаманів, інші ж пили їхню сечу, причому дія сечі зберігається після «пропускання» її через 4—5 чоловік. Це пояснюється тим, що саме в сечі накопичується мусцімол — метаболіт іботенової кислоти, головна галлюциногенна речовина мухомора. Вживання мухоморів залежало від звичаїв племені. Відомо до 15 способів вживання мухоморів — їх їли в сирому, смаженому, печеному, сушеному вигляді, готували екстракти і відвари, вживали м'ясо північних оленів, що їли гриби. У шаманських ритуалах використовували старі плодові тіла, мисливцям ж для підвищення витривалості давали молоді капелюшки, очищені від шкірки, в якій міститься найбільша кількість діючих речовин. Для європейців вживання половини мухомора вважається екстремальним, поїдання 3 плодових тіл може виявитися смертельним, для народів ж, які традиційно вживали гриб, звичайним є разове вживання 1-11 грибів і навіть до 21.
У 50-х — 60-х роках XX століття серед молоді руху хіпі почало розповсюджуватися вживання «магічних грибів». Їх використання надихнуло Альберта Хофманна на синтез ЛСД — потужного психоделіка, який став символом контркультури 1960-х і 70-х років.

## Види та їх діючі речовини
Як галюциногенні відомі головним чином деякі мухомори та відносно велика група видів з різних родин грибів порядку агарикальні, плодові тіла яких містять псилоцин і псилоцибін. З них найбільш відомий рід псилоцибе (Psilocybe) родини строфарієвих. Є дані, що іноді як ентеогени в давнину використовували ріжки, попри їх високу загальну токсичність та високий ризик смертельного отруєння.

### Мухомори

Іботенова кислота

Мусцимол

Галюциногенні види цього роду належать до секції Amanita підроду Amanita. Галюциногенна дія їх обумовлюється наявністю буфотеніну, диметилтриптаміну (ДМТ), 5-метокси-диметилтриптаміну (5-МеО-ДМТ), мусцимолу (потужний селективний агоніст ГАМКA-рецепторів) та іботенової кислоти. Сушіння грибів підвищує їх галюциногенні властивості, оскільки іботенова кислота — в процесі сушіння перетворюється на більш потужний мусцимол. Активна доза для дорослих становить приблизно 6 мг мусцимолу або від 30 до 60 мг іботенової кислоти. Мусказон — це ще одна сполука, яка нещодавно була виділена зі зразків мухомора. Це продукт розпаду іботенової кислоти під дією ультрафіолетового випромінювання. Мусказон має незначну психоактивну дію, порівняно з іншими діючими компонентами. Кількість і співвідношення хімічних сполук в одному грибі сильно варіюється від регіону до регіону і від сезону до сезону, що може ще більше заплутати. Повідомлялося, що весняні та літні гриби містять у 10 разів більше іботенової кислоти та мусцимолу, ніж осінні плоди. При тривалому зберіганні висушених плодових тіл ці речовини поступово руйнуються, в гербарних зразках, що зберігалися 7 років їх вже не було виявлено. Також ці гриби зазвичай містять інші сильні отрути, такі, як мускарин, що має нейротоксичну дію, їх вживання може призвести до смертельного отруєння.
- Мухомор червоний (лат. Amanita muscaria) — один з найбільш звичайних та відомих мухоморів. Сумарний вміст іботенової кислоти і мусцимола в плодових тілах досягає 0,18 % від сухої маси. Дуже свіжі плодові тіла можуть не містити мусцимола. Патрік Гардінг описує саамський звичай переробляти мухомор за допомогою північних оленів.[4] Містять також невеликі кількості мускарину, мускаридину[ru], мускофлавін, етиламін, путресцин, амавадин, стизолобікову кислоту, ацетилхолін. Активні компоненти цього виду є водорозчинними, і кип'ятіння з подальшим викиданням варильної води принаймні частково детоксикує мухомор червоний. За деякими джерелами, після детоксикації гриб стає їстівним.[5][6] Смертельна доза червоного мухомора для людини — приблизно 15 капелюшків.[3]
- Мухомор пантерний (лат. Amanita pantherina) — також дуже розповсюджений вид, вміст у цих грибах іботенової кислоти — близько 0,45 %, а мусцимолу — до 0,2 % від ваги свіжих грибів. Отруєння настає в період від 1 до 3 годин, його тривалість може становити близько 12 годин, після чого настає спонтанне покращення. Неврологічна картина цього отруєння характеризується деліріозним станом із зоровими галюцинаціями (сп'янінням), атаксією та ейфорією, що чергуються з дратівливістю. Інші симптоми можуть включати: психомоторне збудження, мідріаз, тахікардія, гіперемія шкіри, циклоплегія, сухість слизових оболонок і гіпертермія. Може виникнути стан прогресуючої сонливості, що призводить до ступору або коми. Патофізіологічний механізм цього синдрому пов'язаний з паралічем парасимпатичної системи. Отруєння пантерним мухомором багато в чому схоже з отруєнням мухомором червоним, його ознаки нагадують гостру алкогольну інтоксикацію, що переходить у глибокий сон.
- Мухомор королівський (лат. Amaníta regális) — варіння грибів не повністю нейтралізує токсичні компоненти, отруєння починається через 1-2 години після вживання грибів. Симптоми включають нудоту та блювоту, холінергічні симптоми з боку центральної нервової системи, включаючи галюцинації, сплутаність свідомості або втрату свідомості, а також рясне слиновиділення і пітливість. Одужання настає протягом 4-24 годин без будь-яких пошкоджень печінки, нирок або центральної нервової системи. Хімічний аналіз показав, що цей вид містить іботенову кислоту і мусцимол, ті ж самі токсичні компоненти, що і A. muscaria. Однак ні мускарину, ні похідних триптаміну виявлено не було.
- Мухомор яскраво-жовтий[pt] (лат. Amanita gemmata) — симптоми отруєння проявляються протягом перших трьох годин після вживання гриба. Людина відчуває зорові галюцинації, нудоту, блювоту, біль у животі, діарею, нерегулярне та повільне серцебиття та збудження. У серйозних ситуаціях можливі кома і судоми. Припускають, що токсичність гриба викликана наявністю мусцимола та іботенової кислоти.
- Мухомор іботенгутаке[ja] — вид агарового гриба з родини мухоморових (лат. Amanitaceae), що походить з Японії. Вперше він був описаний у 2002 році як генетично відмінний від Amanita pantherina. Його японська назва (яп. 疣天狗茸, букв. "бородавчастий гриб тенгу") надихнула на назву іботенової кислоти, походить від того, що він дуже схожий на тенгутаке, з більш об'ємними бородавками на поверхні парасольки. Містить іботенову кислоту і мусцимол. Іботенова кислота - перший токсичний компонент, виділений з цього виду. В Японії її використовували для відлову мух. Гриб викликає ті ж симптоми отруєння, що й тенгутаке та мухомор червоний, але вважається більш токсичним. Комплексні симптоми з боку шлунково-кишкового тракту та нервової системи (наприклад, пітливість, прискорене серцебиття, сплутаність свідомості, галюцинації, судоми) з'являються протягом 30 хвилин після вживання. У важких випадках виникають труднощі з диханням і кома.
- Мухомор цитриновий (Amanita citrina)  не є їстівним грибом. Однак, на відміну від зеленого мухомора і мухомора смердючого, з якими його легко сплутати, цитриновий мухомор токсичний лише в сирому вигляді, оскільки буфотенін (вміст якого не перевищує 0,007 %) руйнується при нагріванні[7], крім нього в грибі містяться ДМТ і 5-МеО-ДМТ — психоміметики, які викликають психічні розлади та галюцинації. Також цей гриб містить токсин альфа-аманітин, але, ймовірно, у досить невеликих кількостях, які не викликають негативних наслідків, якщо його не вживати у великій кількості. Однак для приготування їжі його збирати не варто через великий ризик переплутати та поганий смак.
- Мухомор пурпуровий (Amanita porphyria) — слабо отруйний гриб. Він містить у невеликій кількості буфотенін, який прискорює серцеву діяльність і звужує кровоносні судини. Однак він також містить невідомі шлунково-кишкові токсини, які не руйнуються при нагріванні.[8]

### Псилоцибінові гриби

Псилоцибін

Псилоцин

Крім представників роду Псилоцибе, псилоцибін виявлено у деяких грибів з родів Коноцибе (Conocybe), Агроцибе (Agrocybe), Панеолус (Panaeolus), Псатирелла (Psathyrella), Гімнопіл (Gymnopilus), Copelandia, Іноцибе (Inocybe).
Діючою речовиною їх є псилоцин, який потрапляє в організм безпосередньо з плодових тіл, а також утворюється в кишці при дефосфорилюванні псилоцибіну; вживання еквімолярних кількостей цих речовин має однакову дію. Загальна токсичність їх невисока, LD50 псилоцибіну становить 280 мг/кг для щурів при внутрішньовенному введенні, для людини при оральному введенні гостра летальна доза — близько 14 г, що значно перевищує діючу дозу, яка викликає галюцинації (1—14 мг). Зустрічається думка, що псилоцибінові гриби не слід відносити до категорії отруйних грибів, однак, дія психотоміметиків розглядається у токсикології як отруєння, до того ж гриби можуть містити інші діючі речовини, значно токсичніші, тому в науковій і популярній літературі їх все ж таки відносять до отруйних. Усього відомо близько 200 видів псилоцибінвмісних грибів. Про наявність у плодових тілах псилоцину/псилоцибіну або інших диметилтриптамінів можна судити за непрямою ознакою — посиніння або позеленіння м'якушу при автооксидації. Припускають, що при окисненні цих речовин утворюються забарвлені стабільні вільні радикали. При нагріванні з водою до 150°С псилоцибін перетворюється на псилоцин, а при тривалому кип'ятінні психоактивні компоненти цих грибів руйнуються, й вони стають їстівними. При сушінні втрачається до 50 % активності псилоцибінових грибів.
- Рід псилоцибе (Psilocybe). Описано близько 140 видів цього роду, для більш, ніж 115 з яких підтверджено наявність псилоцибіну та психоактивних властивостей. Більшість галюциногенних псилоцибе ростуть в природних умовах в Америці, особливо в районі Карибського басейну (Мексика та Центральна Америка). Одним з найвивченіших видів є псилоцибе кубинська (Psilocybe cubensis), яка добре піддається штучному розведенню й зберігає психоактивність в тепличних умовах. Вміст діючих речовин у плодових тілах цих грибів залежить від умов зростання та періоду плодоношення, неоднаково воно й у різних частинах гриба. Псилоцин зосереджений головним чином у ніжках P. cubensis, його вміст досягає 0,15 % від ваги плодових тіл, а вміст псилоцибіну — від 0,01 % до 1,3 %. Міцелій P. cubensis також містить 0,01—2 % псилоцибіну. Багато видів псилоцибе містять деметильовані аналоги псилоцибіну — беоцистин та норбеоцистин (вперше вони були виявлені у Psilocybe baeocystis), у деяких виявлені фенілетиламін та 4-гідрокситриптамін (ізомер серотоніну). Вміст беоцистину і норбеоцистину невисокий, ці речовини не викликають помітних симптомів, але при регулярному вживанні можуть викликати порушення триптофанового обміну й підвищення концентрації серотоніну в корі головного мозку, що може призвести до психічних захворювань (див. серотоніновий синдром).
- Іноцибе (Inocybe). Псилоцибін виявлено у 5 видів, наприклад, у Іноцибе синювато-зеленої (Inocybe aeruginascens). Мускарин у цього виду відсутній, для більшості ж інших представників роду характерна наявність цієї отрути в смертельних кількостях. У іноцибе синювато-зеленої виявлено відносно високий вміст беоцистину. Види іноцибе дуже важко правильно визначити неспеціалісту.
- Гімнопіл (Gymnopilus). Галюциногенні властивості виявлено у 14 видів, крім псилоцибіну деякі види містять речовини, за хімічною структурою подібні до кавалактонів (Kavalactone[en]) — діючих речовин п'янкої рослини кава-кава (Piper methysticum). Більшість видів цього роду мають дуже гіркий смак.

## Дія галюциногенних грибів

### Дія мухоморів
Симптоми отруєння мухоморами (червоним, пантерним, королівським) починаються впродовж 0,5—4 годин. Вплив на нервову систему проявляється у вигляді психоміметичних симптомів, що іноді супроводжуються галюцинаціями. Для синдрому, що викликається A.muscaria та A.pantherina характерні чергуювання фаз дрімоти й збудження, запаморочення, істерія, атаксія, гіперкінези, судоми. При засинанні може виникати посилення сновидінь.
Вважається, що мусказон, який міститься в грибах у незначній кількості, та іботенова кислота підсилюють дію мусцимола (ефект синергізму). Вважалося також, що мусцимол утворюється в організмі людини в результаті метаболізму іботенової кислоти, але при пізніших дослідженнях в продкутах екскреції мусцимол не був виявлений після прийому чистої іботенової кислоти. До того ж, іботенова кислота виводиться з організму протягом 20—90 хвилин після орального введення, а при поїданні мухоморів більшість симптомів проявляється за 1 годину, а інтоксикація — за 5 годин після піку екскреції іботенової кислоти. Більша частина мусцимолу виводиться з організму протягом 6 годин.
Є дані, що іботенова кислота здатна викликати загибель нейронів і руйнування тканин мозку. Таку дію пов'язують з активацією цією речовиною NMDA-рецепторів, що призводить до підвищеного вироблення токсичного монооксида азоту.
Мускарин, хоча й не міститься в цих грибах в смертельних кількостях, діє на парасимпатичну нервову систему, внаслідок чого отруєння може супроводжуватися діареєю, нудотою, блюванням, сильним потінням, слино- й сльозотечею.
Міколог Михайло Вишневський зазначає, що смертельно небезпечною кількістю червоного гриба є умовних 20 одиниць в сирому вигляді. Враховуючи те, що таку кількість сирого гриба за один раз з'їсти вкрай важко, то і смертельно отруїтись червоним мухомором надзвичайно складно. За його ж твердженням, за час сучасної історії відомий лише один випадок смертельного отруєння дитини червоним мухомором в США 1897 року. Разом з тим, у 2009 році «Північноамериканська мікологічна асоціація» (The North American Mycological Association) оприлюднила дані, згідно з якими від 1909 року, тобто за останні 100 років, у світі не було зафіксовано жодного випадку отруєння червоним мухомором.

### Дія псилоцибе
Дія псилоцибіну і псилоцину схожа на дію ЛСД, ці речовини викликають психоміметичний синдром, схожий з проявами шизофренії. Перші симптоми з'являються через 15—20 хвилин після вживання псилоцибе, при прийомі на повний шлунок — через 2 години. Спочатку виникають приголомшення, тремор, ейфорія, марення, неспокій, параноя, підвищення слухової і зорової чутливості, відчуття стиснення простору і часу, порушення сприйняття швидкості, освітленості і кольору, потім з'являються незвичайні видіння, галюцинації, зникає відчуття простору і часу, людина ніби спостерігає за власним тілом з боку. Емоційні переживання під час тріпу можуть бути як позитивними, так і негативними, й тип їх залежить від багатьох факторів: при поганому самопочутті, перевтомі може спостерігатися підвищена чутливість до псилоцибіну і виникнення негативних емоцій. Важливу роль відіграють психічна врівноваженість людини й загальний рівень культури, обставини, в яких знаходиться людина під час прийому галюциногенних грибів.
При розвитку псилоцибінового синдрому за негативним типом виникають почуття занепокоєння, напади люті, агресивність, схильність до насильства, в тому числі й відносно до самого себе, марення, можлива повна непритомність. Можуть виникати повторні напади паніки, іноді спроби самогубства.
При позитивному психоделічному досвіді спостерігається відчуття щастя, сміх, звільнення від почуття пригніченості, сексуальне бажання, деперсоналізація та кольорові галюцинації, під час яких виникає відчуття переміщення в просторі і в часі.
Людина, що переживає тріп, повною мірою усвідомлює нереальність того, що відбувається.
Псилоцибіновий синдром супроводжуються посиленням активності симпатичної нервової системи, внаслідок чого спостерігається розширення зіниць, часте серцебиття, підвищення температури тіла, змінюється пропріоцептивна чутливість, порушується рухова і мовна координація.
Фізична залежність та абстинентний синдром при вживанні псилоцибіну не розвиваються, але при регулярному вживанні може виникнути психічна залежність. Вживання  псилоцибінових грибів спричиняє неспецифічні зміни в багатьох внутрішніх органах, що характеризуються вираженими гемомікроциркуляторними розладами та внутрішньоклітинними дистрофіями, чинить токсичну дію на діяльність серця, нирок і печінки, а також на нейрони гіпоталамічних ядер, неокортексу та гіпокампу. Дія псилоцибіну і псилоцину призводить до багатофокусної церебральної демієлінізації (руйнування мієлінових оболонок) та дистрофічної зміни невроцитів у зоні аммонового рогу (гіпокампу).